# СУ-16
СУ-16 — советская опытная самоходная артиллерийская установка (САУ), относится к типу полуоткрытых самоходных установок с кормовым расположением боевого отделения. Представляет собой дальнейшее развитие СУ-76.

## История
В целях устранения недостатков, замеченных у СУ-76 в ходе эксплуатации, летом 1943 года конструкторские бюро ГАЗ и завода № 38 предложили независимые проекты модернизации СУ-76. Завод № 38 предложил несколько вариантов: СУ-15, СУ-16 и СУ-38. СУ-16 разрабатывалась под руководством М.Н.Щукина. В июне 1943 года опытный образец машины прошел совместно с СУ-15 испытания на Гороховецком артиллерийском полигоне. По результатам испытаний было выяснено, что СУ-16 по сумме тактико-технических характеристик оказалась наиболее успешной, однако имела неудачное расположение экипажа, из-за чего не пошла в серию. Позднее СУ-16 вместе с СУ-38 была разобрана.

## Описание
СУ-16, как и все остальные варианты модификации СУ-76 от КБ завода № 38, была вооружена 76,2 мм орудием С-15, в качестве двигателя был выбран ГАЗ-203. По своей компоновочной схеме она повторяла СУ-76. Трансмиссия и ходовая часть для СУ-16 была позаимствована у Т-70, боевое отделение в этой САУ располагалось сверху. Изменения затронули только воздухоочистительную систему и боевое отделение, которое было немного увеличено.